# Ad Turres (Etrúria)
Ad Turres foi uma antiga cidade da Etrúria. AdTurres se situa na Via Aurelia. A localização de Ad Turres não é conhecida com precisão; os editores de Barrington Atlas do mundo grego e Romano provisoriamente colocam ela perto da comuna Palidoro de Roma, Lácio, Itália. O sitio está incluído no Tabula Peuntigeriana.